# En dat hoofd dat begon te praten
En dat hoofd dat begon te praten is een hoorspel van André Kuyten. De NCRV zond het uit op zondag 3 maart 1974, van 22:00 uur tot 22:50 uur. De regisseur was Ab van Eyk.

## Rolbezetting
- Hans Veerman (cipier)
- Bob Verstraete (Camille Fournier, directeur van de gevangenis)
- Jos Knipscheer (dr. Antoine Pettigaud)
- Broes Hartman (dr. Claude Sedillot)
- Hans Kramer (commentator)
- Willy Ruys (Jean de Menesciou, voorzitter van de algemene vergadering)
- Dick Scheffer (Clément Marceau, afgevaardigde)
- Ine Veen, Ineke Swanefelt, Hans Karsenbarg & Cees van Ooyen (stemmen uit het publiek)
- Joke Hagelen (dienstbode)
- Frans Somers (Julien Dassy, priester)
- Fé Sciarone (Simone, vrouw van Henri Louis Manson, de terdoodveroordeelde)
- Jan Wegter (Henri Louis Manson)

## Inhoud
Parijs, einde 18de eeuw. De artsen doen in hevige mate experimenten met het doel een antwoord te vinden op de vraag of een executie door middel van de guillotine wel een onmiddellijke dood ten gevolge heeft. Twee doktoren krijgen van de overheid toestemming een proef te nemen met de moordenaar Henri Louis Manson. Ze zijn het in de eerste plaats oneens over de geschiktheid van hun gespierd, gorilla-achtig slachtoffer. De ene arts acht het noodzakelijk dat het proefkonijn voor een dergelijk experiment primair en primitief reageert, de ander stelt juist grote prijs op tegenwoordigheid van geest en noemt een man met een flink corpus een nadeel voor het slagen van de proefneming. We krijgen ook nog te horen hoe Manson moordenaar is geworden: zijn vrouw is tijdens zijn afwezigheid op overspel betrapt en er werd een soort volksgericht aan haar voltrokken. Manson wreekte zijn vrouw en zijn eigen eer met een bijl…